# Manuel Señoret Astaburuaga
Manuel Señoret Astaburuaga (Constitución, Chile, 1852-Valparaíso, Chile, 1900) fue un contraalmirante de la Marina de Chile. Ingresó a la Escuela Naval en 1862 a los 10 años de edad y egresó como guardiamarina en 1867.
Se distinguió por su activa participación en los trabajos hidrográficos realizados por la goleta "Covadonga" tanto en la zona sur del país, Maule y Concepción, como en la zona norte, Mejillones, Pisagua.
Durante la Guerra del Pacífico participó en el combate naval de Angamos y en la captura de la cañonera "Pilcomayo". Como comandante de la torpedera "Janequeo" combatió en el puerto de El Callao contra torpederas peruanas, hundió una enemiga y la suya también fue perdida.
Fue Gobernador del territorio de Magallanes puesto en que se distinguió por su incansable actividad en beneficio de la zona austral. Fundó Puerto Toro en la isla Navarino y el pueblo Porvenir en la isla Grande de Tierra del Fuego. Entre sus múltiples realizaciones fundó en Punta Arenas el periódico “El Magallanes”.
Casado con María Mercedes Silva Silva con quien tuvo diez hijos. Falleció en Valparaíso el 20 de febrero de 1900, aquejado de una repentina enfermedad. Sus restos descansan en el Cementerio n.º 2 de ese puerto.

## Primeros años
Nació en Constitución, Chile, el 16 de abril de 1852. Sus padres fueron el capitán de navío don Leoncio Señoret Montagne, marino francés al servicio de Chile y doña Vitalia Astaburuaga Cienfuegos.
Ingresó a la Escuela Naval junto con su hermano Leoncio, a la edad de 10 años y egresó como guardiamarina en enero de 1867.

## Inicios de su carrera naval – Trabajos hidrográficos zona sur
En 1873 fue enviado en comisión a Francia como dotación del vapor "Toltén", nave construida en los astilleros F. y G. Rennie de Francia. Su casco era de fierro y su propulsión a ruedas. La nave fue traída a Chile por el capitán de navío Leoncio Señoret Montagne y formaban parte de la dotación sus hijos los tenientes 2º Leoncio Señoret Astaburuaga y Manuel Señoret Astaburuaga, llegando a Valparaíso el 8 de diciembre de 1873.
Desde fines de 1875 hasta 1878, con el grado de teniente 2° a bordo de la goleta “Covadonga”, trabajó en la exploración del río Bueno, produciendo los planos de esa vía fluvial y del lago Ranco y de las costas de Maule y Concepción. Exploró el río Rahue y el lago Rupanco y el río Pilmaiquén y el lago Puyehue.

## Guerra de Pacífico
Durante la Guerra del Pacífico integró el Estado Mayor del almirante Juan Williams Rebolledo y luego del capitán de navío Galvarino Riveros Cárdenas. Tomó parte en la combate naval de Angamos y en la captura de la cañonera "Pilcomayo". 
Con el grado de teniente 1° tuvo el mando de la torpedera "Janequeo" con la que participó en el bloqueo del Callao. El 25 de mayo de 1880, durante el bloqueo, se produjo un combate entre torpederas peruanas y chilenas. La "Janequeo" hundió con un torpedo a la torpedera "Independencia" del Perú y esta a su vez, con una granada, hundió a la "Janequeo".
A bordo de la corbeta "Abtao" tomó parte en el traslado del ejército al norte con miras a iniciar la campaña de Lima. Por orden del General en Jefe del Ejército de Ocupación, almirante Patricio Lynch, mantuvo la ocupación de Chimbote con el título de Jefe Político y Militar.

## Trabajos hidrográficos zona norte – Comisiones
Como capitán de fragata, comandante de la cañonera Pilcomayo, en 1884 efectuó trabajos hidrográficos explorando el litoral de las provincias del norte y confeccionando planos de caleta Buena, Mejillones, Guanillos, Pabellón de Pica, Pisagua y toda la costa adyacente.
En 1886 integró la comisión de la misión naval en Inglaterra, bajo el mando del contraalmirante Juan José Latorre Benavente, que inspeccionó las reparaciones del blindado Blanco Encalada.
En 1892 fue nombrado Subsecretario de Marina.

## Gobernador de Magallanes
En septiembre de 1892, en el grado de capitán de navío, fue nombrado Gobernador de Magallanes, cargo en el que permaneció hasta 1896. 
Durante ese período realizó una fructífera labor. El 7 de octubre de 1892 fundó puerto Toro en la costa oriental de la isla Navarino y el 20 de junio de 1894 el pueblo de Porvenir en la isla Grande de Tierra del Fuego, pues toda esa zona tenía gran actividad comercial debido al descubrimiento de oro en isla Lennox y en la misma Tierra del Fuego en 1888 y 1889. Propició la inmigración de chilenos a la zona. 
Su postura en relación con la violencia y exterminio de los indígenas de los grupos aónikenk, kawésqar, selk'nam y yagán a manos de los colonos de las estancias ganaderas generaron en su época sucesivas disputas con el gobierno central.[cita requerida]
Hizo progresar el comercio y levantó industrias, mejoró los servicios públicos. Se construyeron faros en el estrecho de Magallanes, especial mención la construcción del faro islotes Evangelistas. Fundó el periódico “El Magallanes”. Creó el cuerpo de bomberos de la ciudad de Punta Arenas.
Debido a sus acuciosas investigaciones sobre los títulos chilenos en las tierras magallánicas, que Chile hizo valer ante el árbitro británico, frustraron las pretensiones argentinas de tener un puerto en el océano Pacífico.

## Últimos años
En marzo de 1898, siendo capitán de navío integró la comisión presidida por el vicealmirante Jorge Montt que preparó el proyecto de reorganización de los servicios de la marina, proyecto que se convirtió en Ley en agosto de 1898 y que estuvo vigente hasta 1925 con excelentes resultados.
En 1899 fue comandante de la Escuadra chilena que concurrió a Punta Arenas trasladando al Presidente de la República y comitiva a la ceremonia del “abrazo del Estrecho” realizada en ese puerto entre los presidentes de Argentina Julio Roca y de Chile Federico Errázuriz Echaurren.

## Legado
El contraalmirante Señoret dejó como legado el ejemplo de una vida dedicada a servir a su Patria tanto en la guerra como en la paz. En la guerra actuó con valentía y decisión en los momentos de peligro y en la paz con dedicación, prudencia y visión de futuro.
Fundó los pueblos de Puerto Toro y Porvenir y presentó al gobierno de la época una detallada y minuciosa Memoria sobre la Tierra del Fuego y su gente en la que recomendaba la acción a seguir para poblar la isla preservando la vida e identidad de los indígenas que la habitaban. En la ciudad de Punta Arenas fundó el periódico "El Magallanes" y el cuerpo de bomberos.

## Responsabilidad en el Genocidio Selknam
Siendo el gobernador Manuel Señoret la máxima autoridad gubernamental en la zona, es evidente que no cumplió ni siquiera mínimamente con sus deberes funcionarios para evitar las matanzas de selknam.   Unida a esta inacción, los desencuentros entre  Señoret y el jefe de las misiones salesianas José Fagnano, no hicieron más que agudizar la condición de los onas y a través de una larga dilación por su parte no se pudo concretar un plan de protección a los aborígenes, como así le había encomendado expresamente el gobierno central, demostrando con ello su favor a la causa de los ganaderos occidentales en Tierra del Fuego (quienes ordenaban y financiaban las matanzas), lo cual quedó en evidencia con su desinterés por fiscalizar los episodios que se desarrollaban en Tierra del Fuego, mismas que eran de público conocimiento incluso en el centro del país. 
Aun así fue imposible que dichos crímenes quedaran por completo ignoradas por el Estado de Chile, por lo que los tribunales de justicia intentaron hacerse parte del conflicto por medio de un sumario judicial secreto (1895-1904) seguido por el juez Waldo Seguel. De una atenta lectura de las actas procesales de dicho proceso judicial queda probado que las cacerías humanas perpetradas en Tierra del Fuego no formaban parte de un mito popular, con sus asesinatos y raptos, dejando de manifiesto la autoría de los civiles pero también el encubrimiento y el abandono de deberes funcionarios por parte de los agentes estatales.
En cuanto al proceso judicial en sí, este solo culpó a algunos peones de estancia como autores materiales directos, quienes quedaron libres prácticamente a los pocos meses del juicio, mientras que los autores intelectuales, es decir los dueños y los accionistas de las estancias (Mauricio Braun, José Menéndez, Rodolfo Stubenrauch y Peter H. Mac Clelland, entre otros), nunca fueron procesados.
La responsabilidad del gobernador Señoret y de funcionarios como José Contardi, quienes tenían la obligación de velar por el cumplimiento de la ley, no fue ni siquiera investigada administrativamente, sin mediar acusación alguna en su contra por el juez de la causas, quien en los hechos actuó como un verdadero encubridor de los hechos que fue llamado a investigar.
Un caso especialmente trágico fue cuando el gobernador de Magallanes, Manuel Señoret, instigado por los terratenientes Braun y Menéndez, organizó una “cacería de indios” de varias semanas y capturaron a casi 200 selk’nam, casi todos mujeres y niños porque los hombres se resistían y los mataban. ¿Qué hizo Señoret con esos 200 selk’nam? Los llevó a Punta Arenas y organizó un remate de indígenas, donde se repartieron indiecitos a las familias que los quisieran. Los relatos son realmente sobrecogedores: todas esas familias en un galpón, los niños llorando, cómo se los arrancaban a sus padres. Ciertamente no podemos ver algo que sucedió hace 125 años con ojos de ahora, pero ya en esa época los hechos descritos eran constitutivos de delitos penales y administrativos, y fueron de público conocimiento, permitiendo la crítica de sus contemporáneos, y no solo por los salesianos, sino también por policías, militares, periodistas y ciudadanos en general.